# Фиталис, Лазарос
Ла́зарос Фита́лис (греч. Λάζαρος Φυτάλης, Тинос, 1831 — Афины, 1909) — греческий скульптор второй половины XIX века.

## Биография

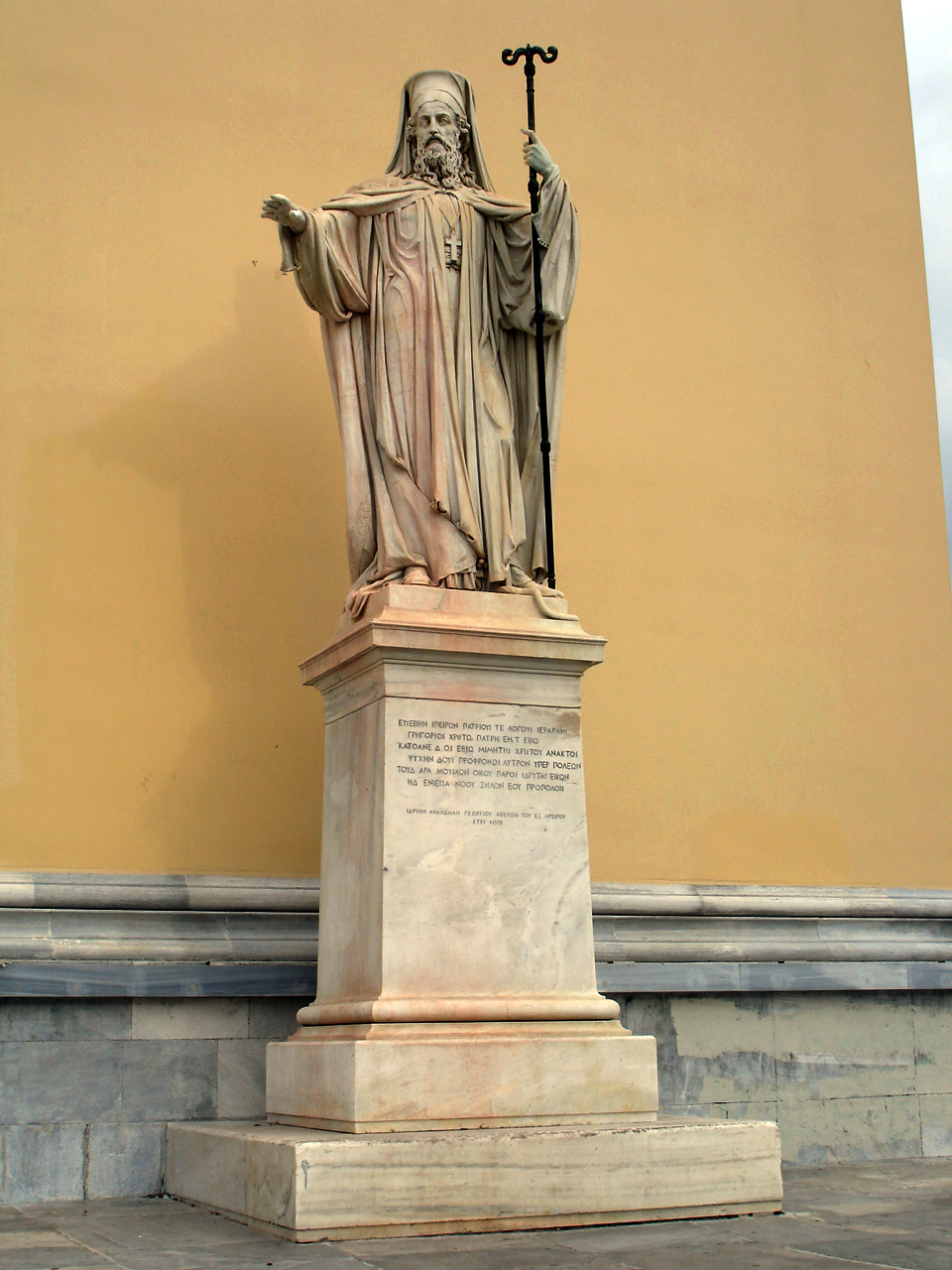
Статуя патриарха Григория V, справа от входа в Афинский университет. Была изготовлена в 1872 году на средства Георгиоса Авероффа.

Пастух с козлёнком. Национальная художественная галерея, Афины.

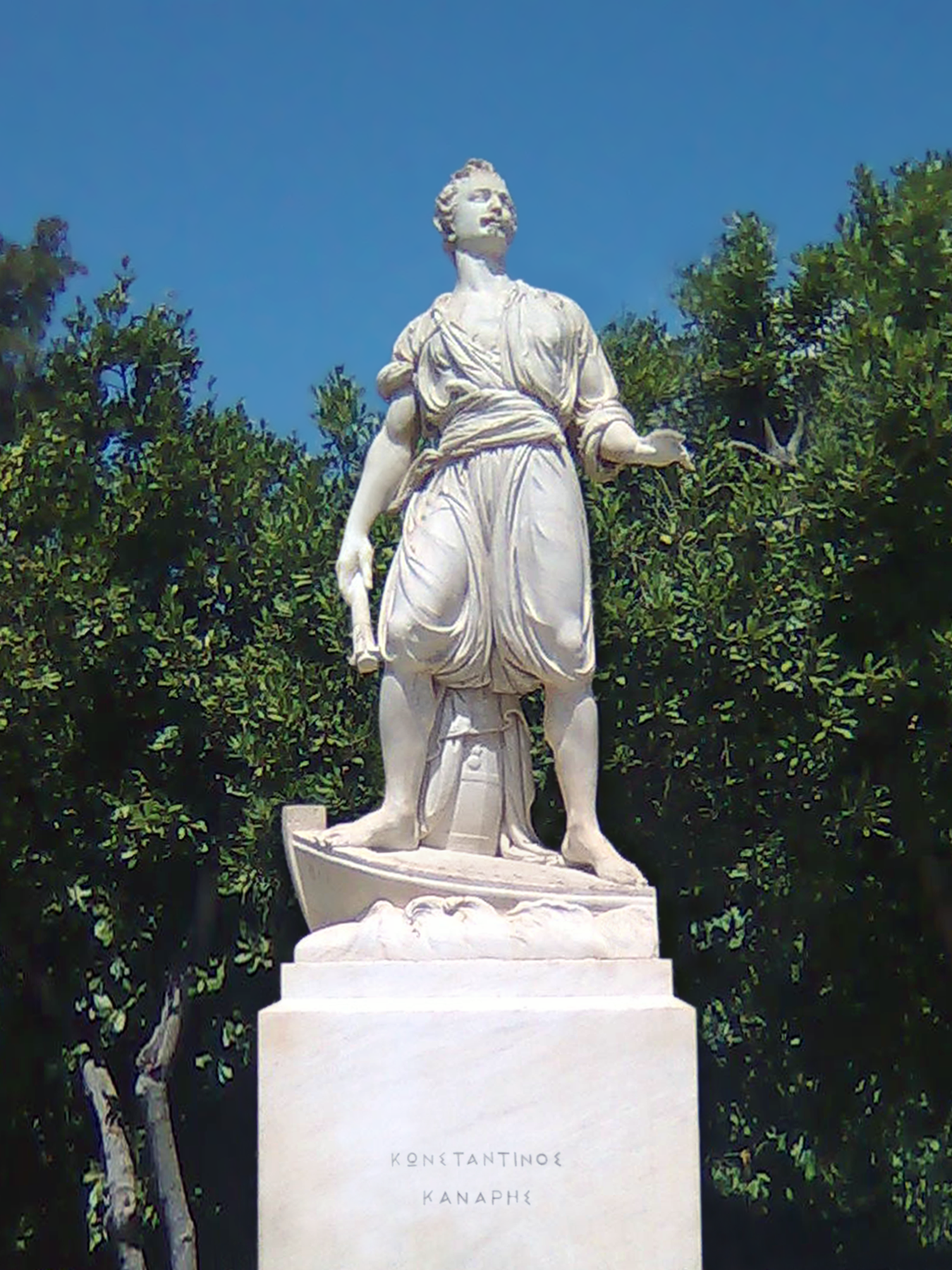
Памятник Константина Канариса в Кипсели, Афины

Фиталис родился в селе Истерния на острове Тинос в 1831 году. Скульптурой занялся уже в молодом возрасте. Вместе со своим старшим на год братом Георгием учился в Школе изящных искусств в Афинах у скульптора Леонидаса Дросиса. Вместе с братом в 1856 году создал две скульптуры: «Давид» и «Пастух держащий козлёнка», за которые братья получили приз в 1000 драхм той эпохи на конкурсе мецената Контоставлоса. На эти деньги Лазарос и Георгиос Фиталисы, вместе с младшими братьями Марком и Иоанном, создали в Афинах художественное ателье под именем «Мастерская статуй» («Ανδριαντοποιείο»), ставшее впоследствии известным своими скульптурами.
В 1857 году «Пастух держащий козлёнка» был вывезен на выставку в Париж, где одновременно Лазарос Фиталис совершенствовал свою технику у Шарля Кордье.
Вместе с братом Георгием, Лазарос Фиталис принял участие в групповых выставках в Греции и за рубежом, включая Всемирные выставки в Лондоне в 1851 и 1862 годах, на Всемирной выставке в Париже в 1855 и 1867 годах (только Лазарос), а также в Олимпии в 1859 году.
При всей своей первоначальной известности Лазарос Фиталис не нажил денег и в возрасте 78 лет умер нищим в афинском приюте для бедных в 1909 году.

## Работы
Самая значительная и известная из его работ — статуя умерщвлённого турками патриарха Григория V у входа в здание Афинского университета. Другими значительными произведениями являются бюсты Канариса и Караискакиса, а также статуя Дионисия Соломоса на острове Закинф. Вместе с скульптором Сохосом Фиталис восстановил древние скульптуры «Херонейского льва» и «Быка Керамика». Учениками Фиталиса были Филиппотис, Вицарис, Виталис и др.